# Quaglio
Quaglio je priimek več znanih oseb:
- Domenico Quaglio (1786—1837), italijansko-nemški slikar
- Giulio Quaglio (1610—1658), italijanski slikar
- Giulio Quaglio (1668—1751), italijanski slikar
- Lorenzo Quaglio (1730—1804), italijansko-nemški arhitekt in slikar